# La Unión de Canuto
Pour les articles homonymes, voir Canuto.
La Unión de Canuto est la capitale de la paroisse civile de San Lorenzo de Tiznados de la municipalité d'Ortiz de l'État de Guárico au Venezuela. 